# چشم‌گردان
چشم‌گِردان یا لوریائیان (نام علمی: Lorisidae) نام یک تیره از زیرراسته خیس‌بینیان است.

## طبقه‌بندی
- راسته نخستی‌سانان
  - زیرراسته خیس‌بینیان: non-tarsier prosimians
    - Infraorder Lemuriformes
      - زیرخانواده لمور
      - Superfamily Lorisoidea
        - خانواده Lorisidae
          - زیرخانواده آهسته‌روئیان
            - سرده زرین‌پوش
              - زرین‌پوش کالابار،  Arctocebus calabarensis
              - زرین‌پوش طلایی،  Arctocebus aureus

            - سرده آهسته‌رو
              - آهسته‌رو،  Perodicticus potto

            - سرده آهسته‌روئک
              - آهسته‌روئک،  Pseudopotto martini

          - زیرخانواده چشم‌گرد
            - سرده چشم‌گرد لاغر
              - چشم‌گرد لاغر قرمز،  Loris tardigradus
              - چشم‌گرد لاغر خاکستری،  Loris lydekkerianus

            - سرده چشم‌گرد تنبل
              - چشم‌گرد بانکا
              - چشم‌گرد تنبل بنگال،  Nycticebus bengalensis
              - چشم‌گرد بورنئو
              - چشم‌گرد تنبل سوندا،  Nycticebus coucang
              - چشم‌گرد تنبل جاوه،  Nycticebus javanicus
              - چشم‌گرد کایان
              - †? Nycticebus linglom
              - چشم‌گرد تنبل بورنئو،  Nycticebus menagensis
              - چشم‌گرد تنبل کوتوله،  Nycticebus pygmaeus

        - خانواده شب‌دوست: galagos

  - Suborder خشک‌بینیان: tarsiers, monkeys and apes